# السلسة الزرقاء
السلسة الزرقاء أو سلسة الجبال الزرقاء أو جبال بلو ريدج (بالإنجليزية: Blue Ridge Mountains) هي مقاطعة جغرافية من أكبر جبال الأبلاش في شرق الولايات المتحدة الأمريكية. وتمتد على مسافة 550 ميلاً من جنوب غرب جنوب بنسلفانيا عبر ماريلند، وفرجينيا الغربية، وفرجينيا، وكارولينا الشمالية، وساوث كارولينا، وتينيسي، وجورجيا من.
تتكون هذه المقاطعة من المناطق الفيزيوجرافية الشمالية والجنوبية، والتي تنقسم قسمين أولهما بالقرب من نهر رونوك. إلى الغرب من جبال بلو ريدج ، والثاني بين الجزء الأكبر من جبال الأبلاش حيث يقع وادي أبالاشي العظيم ويحده من الغرب مقاطعة «ريدج والوادي» في سلسلة جبال الأبلاش.
تشتهر جبال بلو ريدج بلونها المزرق عند رؤيتها من مسافة بعيدة. حيث تؤثر الأشجار في تكون اللون «الأزرق» بسبب مركب الأيزوبرين  المنطلق في الغلاف الجوي.
داخل مقاطعة بلو ريدج يوجد متنزهان وطنيان رئيسيان - منتزه شيناندواه الوطني في القسم الشمالي، ومتنزه غريت سموكي ماونتينز الوطني في القسم الجنوبي - وثماني غابات وطنية بما في ذلك غابات جورج واشنطن وجيفرسون الوطنية، غابة شيروكي الوطنية، بيسجاه الوطنية الغابات، نانتاهالا الوطنية للغابات وتشاتاهوتشي الوطنية للغابات.
تحتوي السلسة الزرقاء أيضًا على الطريق المحمي للسلسة الزرقاء (Blue Ridge Parkway)، وهو طريق سريع ذو مناظر خلابة يبلغ طوله 469 ميلاً (755 كم) يربط بين المتنزهين ويقع على طول خطوط قمة التلال مع مسار الأبلاش.

## الجغرافية
على الرغم من أن مصطلح «السلسة الزرقاء أو بلو ريدج» يتم تطبيقه في بعض الأحيان حصريًا على الحافة الشرقية أو النطاق الأمامي لجبال الأبلاش، فإن التعريف الجيولوجي لمقاطعة بلو ريدج يمتد غربًا إلى منطقة «ريدج والوادي»، بما في ذلك جبال سموكي العظيمة، وجبال بلسم الكبرى، وجبال رونز، والجبال السوداء، وجبال براشي وغيرها من السلاسل الجبلية.
تمتد«السلسة الزرقاء أو بلو ريدج» جنوبا حتى جبل أوجليثورب في جورجيا وحتى أقصى الشمال في ولاية بنسلفانيا مثل الجبل الجنوبي.في حين يتضاءل الجزء الجنوبي من جبالها ليصبح مجرد تلال بين منطقتي جيتسبيرج وهاريسبورغ، والفرقة من الصخور القديمة التي تشكل جوهر بلو ريدج لا تزال شمال شرق من خلال نيو جيرسي ونهر هدسون المرتفعات، ووصلت في نهاية المطاف[بركشيرس من ماساتشوستس وجبال الخضراء من ولاية فيرمونت.
تحتوي«السلسة الزرقاء أو بلو ريدج» على أعلى الجبال في شرق أمريكا الشمالية جنوب جزيرة بافين، حوالي 125 قمة تتجاوز 5000 قدم (1500 م) في الارتفاع.  
أعلى قمة في «السلسة الزرقاء أو بلو ريدج» (وفي سلسلة جبال الأبلاش بأكملها) هي جبل. ميتشل فيولاية كارولينا الشمالية على ارتفاع 6,684 قدم (2,037 م). هناك 39 قمة في ولاية كارولينا الشمالية وتينيسي أعلى من 6000 قدم (1800 م)؛ على سبيل المقارنة، في الجزء الشمالي من سلسلة الآبالاش فقط نيو هامبشاير الصورة جبل ترتفع واشنطن فوق 6000 قدم. جنوب سيكسرز هو مصطلح يستخدمه عامل تعبئة الذروة لهذه المجموعة من الجبال.
يمتد الطريق المحمي للسلسة الزرقاء Blue Ridge Parkway بطول 469 ميلاً (755 كم) على طول قمم جبال الأبلاش الجنوبية ويربط بين منتزهين وطنيين: منتزه شيناندواه الوطني ومنتزه غريت سموكي ماونتينز الوطني. توجد في العديد من الأماكن على طول الطريق المتنزه صخور متحولة (النايس) مع مجموعات مطوية من المعادن ذات الألوان الفاتحة والداكنة، والتي تبدو أحيانًا مثل الطيات والدوامات

## الجيولوجيا

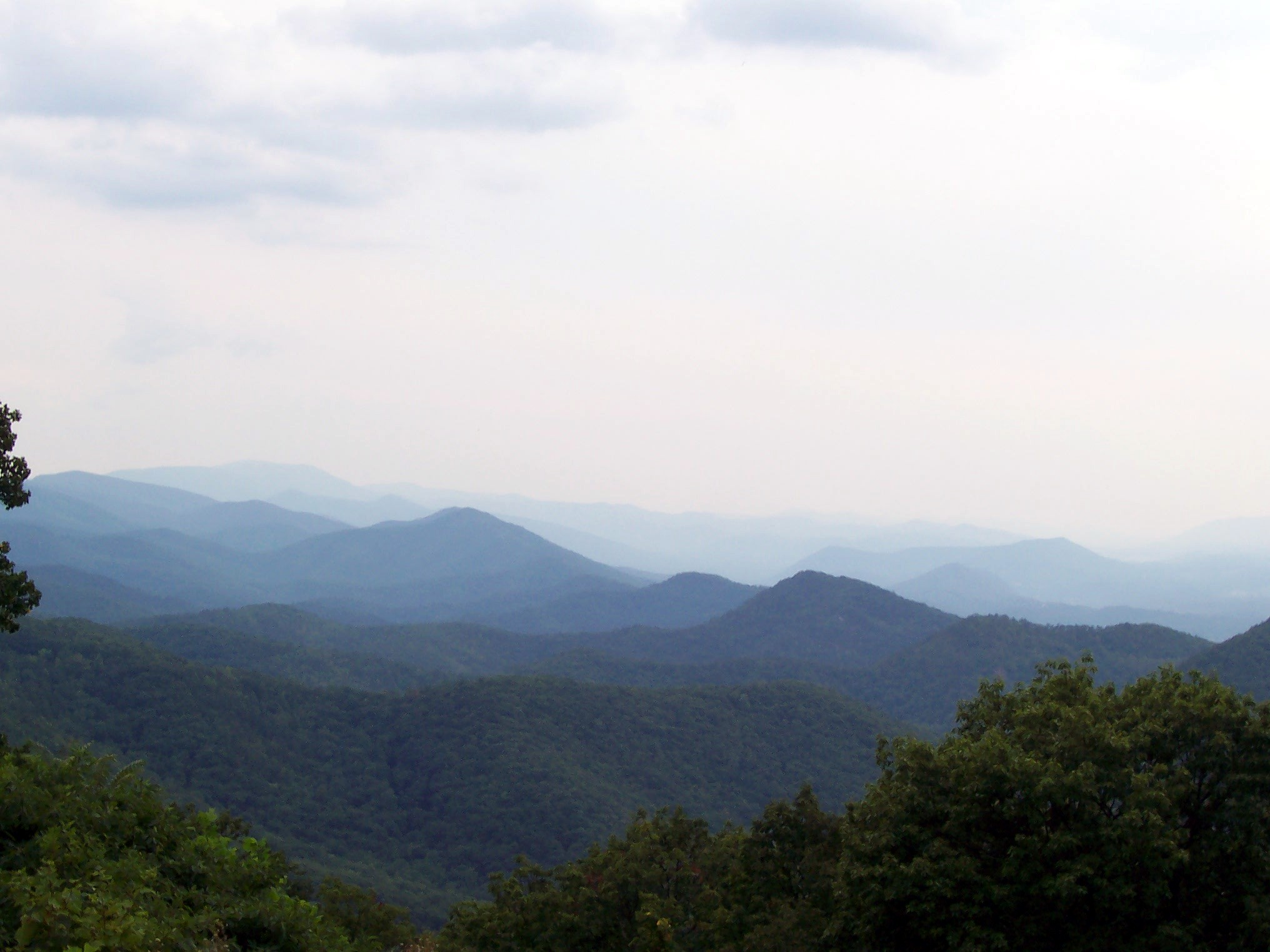
سلسة الجبال الزرقاء, عند رؤيتها من Chimney Rock Mountain Overlook كارولينا الشمالية

معظم الصخور التي تشكل جبال بلو ريدج عبارة عن شارنوكيتات جرانيتية قديمة، وتشكيلات بركانية متحولة، وحجر جيري رسوبي، وتوفر الدراسات الحديثة التي أكملها ريتشارد تولو، الأستاذ والجيولوجي بجامعة جورج واشنطن، نظرة ثاقبة على التاريخ الصخري والجيولوجي لأجنحة الجزء السفلي من سلسة الجبال الزرقاء. وقد وجدت الدراسات الحديثة أن الجيولوجيا للجزء السفلي من سلسة الجبال الزرقاء متكون من تشكيلات انشائية فريدة من صخور النايس والصخور الجرانيتية، بما في ذلك الشارنوكينات الحالمة للبيروكسين.
وأكمل جون ألينكوف في هيئة المسح الجيولوجي الأمريكية تحليل معادن الزركون في الجرانيت وقدم المزيد من المعلومات المفصلة عن الأعمار المفصلة التنسيب.
وقد تم تأكيد العديد من الميزات الموجودة في صخور سلسة الجبال الزرقاء والتي وثقتها ريتشارد تولو (وغيره من الجهات) تختلف عن الصخور التي تحمل العديد من الميزات المشابهة في أمريكا الشمالية الأخرى مثل تضاريس جبال جرينفيل، فمثلا يشير عدم وجود تقارب كلسي - قلوي ووجود الزركون التي يقل عمرها عن 1.2 مليار سنة إلى أن سلسة الجبال الزرقاء تختلف عن جبال آديرونداك والجبال الخضراء ومرتفعات نيو جيرسي- نيو يورك.
واشارت بيانات علم الصخور وعلم الزمن الجيولوجي إلى أن الجزء السفلي من سلسة الجبال الزرقاء عبارة عن قشرة أوروجينيك نشأت خلال عدة مراحل من مصدر صهارة قشرية.
وتوضح الدراسات الحقلية كذلك أن الصخور التي نشأت قبل 1.078-1.064 مليار سنة تحافظ على سمات تشوهية، بينما تكون الصخور التي تشكلت بعد 1.064 مليار سنة بشكل عام لها نسيج ضخم وغابت عن مرحلة الضغط في حقبة الطلائع الوسطى.
بدأت سلسة الجبال الزرقاء بالتشكل خلال العصر السيلوري منذ أكثر من 400 مليون سنة، وبعدها بـ 80 مليون سنة (أي منذ ما يقرب من 320 مليون سنة) اصطدمت أمريكا الشمالية مع أوروبا، مما دفع سلسة الجبال الزرقاء إلى الأعلى. في ذلك الوقت، كانت بلو ريدج من بين أعلى الجبال في العالم ووصلت إلى ارتفاعات مماثلة لجبال الألب الأصغر سنًا.
اليوم، وبسبب التجوية والتعرية على مدى مئات الملايين من السنين، فأن أعلى قمة في النطاق (جبل ميتشل في نورث كارولينا) يبلغ ارتفاعها 6684 قدمًا فقط - ولا تزال هي أعلى قمة شرق نهر المسيسيبي في الولايات المتحدة.

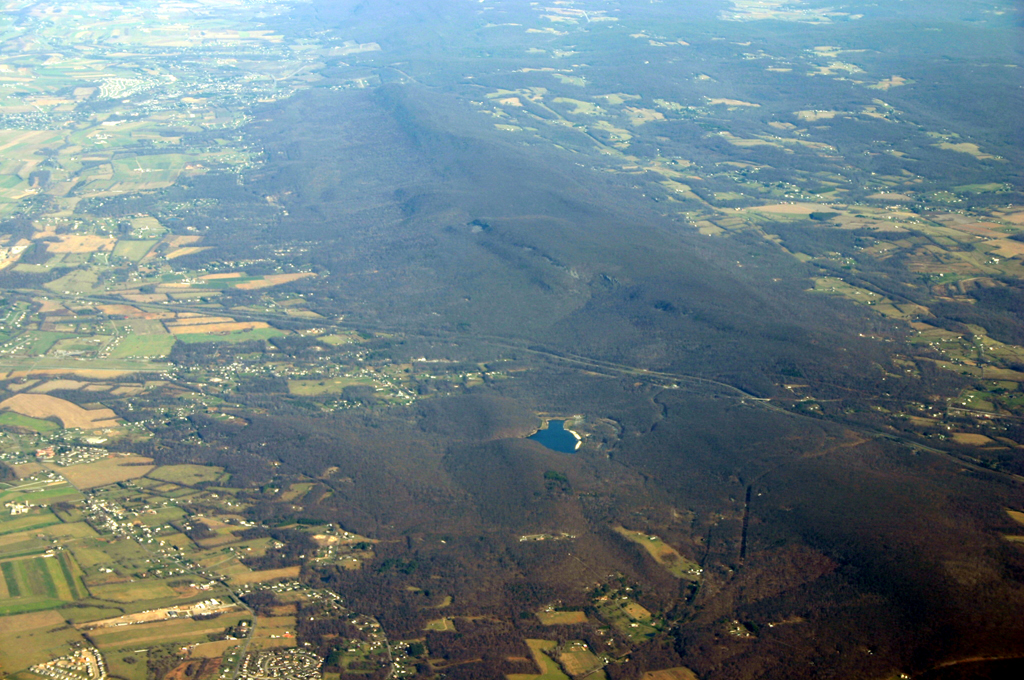
امتداد سلسة الجبال الزرقاء في ماريلاند

## التاريخ
سجل الإنجليز الذين استقروا في ولاية فرجينيا الاستعمارية في أوائل القرن السابع عشر أن البوهاتان (السكان الأصليون) كانوا يطلقون على سلسلة الجبال الزرقاء أسم كوينراك Quirank.
و عند سفح تلك الجبال، قامت قبائل مختلفة بالصيد بما في ذلك مجموعات السكان الماناهواك السيووية وقبائل الايروكواس وقبائل شاوني.
وقد وصل المستكشف الطبي الألماني جون ليدرير لأول مرة إلى قمة جبال بلو ريدج عام 1669 ومرة أخرى في العام التالي؛ كما سجل اسم «أهكونشاك Ahkonshuck» لتلك الجبال حسب النطق المحلي باللغة السيووية بمنطقة فيرجينيا وقتها.
في معاهدة ألباني " Albany "والتي تفاوض فيها نائب الحاكم من ولاية فرجينيا السيد «الكسندر سبوتسوود» (عاش في الفترة 1676-1740) مع قبائل الايروكواس بين الاعوام 1718 و 1722، وبموجبها تنازل الايروكواس عن الأراضي التي كان قد غزوها جنوب نهر بوتوماك وشرق جبال بلو ريدج إلى ولاية فرجينيا المستعمرة.

جعلت هذه المعاهدة جبال بلو ريدج نقطة الترسيم الجديدة بين المناطق والقبائل الخاضعة للأمم الست، وخضوع تلك القبائل للمستعمر. 

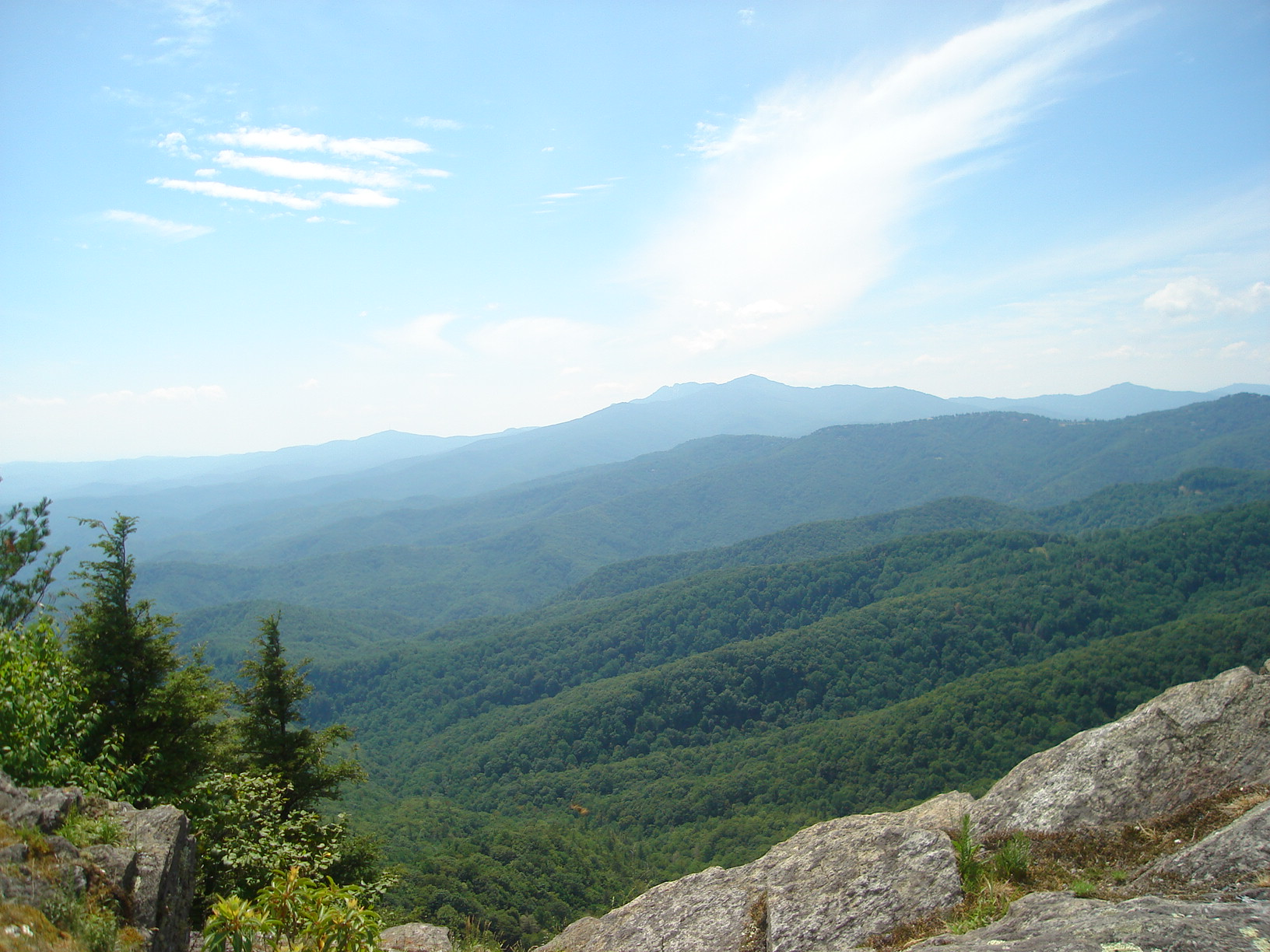
سلسة الجبال الزرقاء عند رؤيتها من Blowing Rock, North Carolina.

وعندما بدأ المستعمرون في تجاهل ذلك من خلال عبور جبال «السلسة الزرقاء أو بلو ريدج» والاستيطان في وادي شيناندواه في ثلاثينيات القرن الثامن عشر، بدأ الإيروكواس بالاعتراض، وأخيراً باعوا حقوقهم في الوادي، على الجانب الغربي من جبال بلو ريدج، في معاهدة لانكستر عام 1744.
خلال 1863 أثناء الحرب الأهلية الأمريكية، قام روبرت إدوارد لي قائد جيش شمال ولاية فرجينيا، باصدار تعليمات التسلل عبر نهر بوتوماك لبدء الغزو الثاني للشمال، وتحركوا ببطء عبر جبال بلو ريدج، مستخدمين الجبال لفحص تحركات العدو حتى هُزموا بشكل حاسم وعادوا إلى بنسلفانيا في معركة غيتيسبيرغ.
كانت هذه هي المعركة الرئيسية للحرب، حيث قلبت مجرى الاتحاد بشكل لا رجعة فيه وأزالت أي أمل في الدعم الأجنبي للكونفدرالية.

## النباتات والحيوانات
توفر بيئة الغابات موطنًا طبيعيًا للعديد من النباتات والأشجار والحيوانات.

### النباتات
تحتوي جبال «السلسة الزرقاء أو بلو ريدج» على غابات البلوط والجوز، والتي تشكل معظم غابات الأبلاش المنحدرة. تشمل النباتات أيضًا العشب والشجيرات والشوكران وغابات الصنوبر المختلطة مع البلوط.
في حين أن سلسلة «السلسة الزرقاء أو بلو ريدج» تشمل أعلى قمم في شرق الولايات المتحدة، إلا أن المناخ دافئ جدًا بحيث لا يدعم منطقة جبال الألب، وبالتالي فإن النطاق يفتقر إلى خط الأشجار الموجود في الارتفاعات المنخفضة في النصف الشمالي من نطاق جبال الأبلاش.تتم تغطية أعلى أجزاء بلو ريدج بشكل عام في غابات التنوب-التنوب الكثيفة في جنوب الأبلاش.

### الحيوانات
تستضيف المنطقة العديد من الحيوانات، منها:
- العديد من أنواع البرمائيات والزواحف
- تنوع كبير في أنواع الأسماك، كثير منها ما هو مستوطن
- الدب الأسود الأمريكي
- الطيور المغردة والطيور الأخرى
- الوشق الأحمر
- القيوط
- ثعلب احمر
- ثعلب رمادي
- الطيهوج
- أيل أبيض الذيل
- الإلكة
- خنزير بري
- الديك الرومي البري

## المراكز السكانية
أكبر مدينة تقع في سلسة الجبال الزرقاء هي روانوك، وتقع في جنوب غرب فيرجينيا، في حين أن أكبر منطقة تجمع حضري هي منطقة آشفيل الحضرية في غرب ولاية كارولينا الشمالية. وتشمل المدن الأخرى البارزة في جبال بلو ريدج شارلوتسفيل، فريدريك، غرينفيل، جونسون سيتي، وينشبورغ.